# ایهور استولویتسکی
ایهور استولویتسکی (اوکراینی: Ігор Михайлович Столовицький؛ زادهٔ ۲۹ اوت ۱۹۶۹) بازیکن فوتبال اهل اوکراین است.
وی همچنین در تیم ملی فوتبال USSR U18 بازی کرده‌است.